# Gustav Herbig
Gustav Herbig (Kaiserslautern, 3 giugno 1868 – Monaco di Baviera, 1º ottobre 1925) è stato un linguista ed etruscologo tedesco.

## Biografia
Figlio del mercante Johann Heinrich Herbig (1839-1892), ottenne una borsa di studio del Maximilianeum per studiare filologia classica e linguistica all'università di Monaco di Baviera dal 1888. Dopo aver conseguito la laurea nel 1892, continuò gli studi presso l'università di Lipsia, dove ebbe la possibilità di formarsi con gli indoeuropeisti Karl Brugmann e August Leskien e con il germanista Eduard Sievers.
Nel 1893 iniziò a lavorare come bibliotecario alla Bayerische Staatsbibliothek. Parallelamente all'attività in biblioteca, Herbig continuò ad approfondire lo studio della lingua protoindoeuropea, pubblicando nel 1895 il suo primo studio completo dal titolo Aktionsart und Zeitstufe: Beiträge zur Funktionslehre des indogermanischen Verbums. Abilitatosi in linguistica indoeuropea e in etruscologia, dal 1913 fu professore all'università di Rostock, ateneo del quale fu anche rettore dal 1919 al 1921. Nel 1922 fu nuovamente a Monaco, dove venne eletto membro dell'Accademia bavarese delle scienze.
Si occupò anche di studi italici e collaborò con i linguisti Carl Pauli e Olof August Danielsson, partecipando alla redazione del Corpus Inscriptionum Etruscarum.
Morì a Monaco nel 1925, all'età di 57 anni, per un cancro. Suo figlio, Reinhard Herbig, fu un noto archeologo ed etruscologo.